# Varviz
Varviz – wieś w Rumunii, w okręgu Bihor, w gminie Popești. W 2011 roku liczyła 538 mieszkańców.